# Ella Michailowna Poljakowa

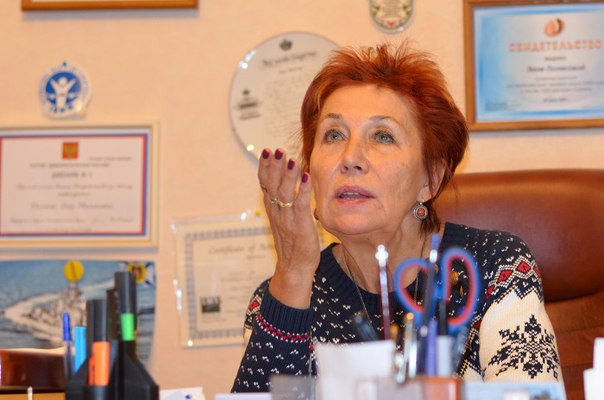
Ella Michailowna Poljakowa

Ella Michailowna Poljakowa (russisch Элла Михайловна Полякова, englische Transkription Ella Mikhaylovna Polyakova, * 7. Februar 1941) ist eine russische Friedens- und Menschenrechtsaktivistin, die sich in der Union der Komitees der Soldatenmütter Russlands in Sankt Petersburg engagiert. Unter anderem erhielt sie 2004 den Aachener und 2015 den Hessischen Friedenspreis.

## Leben
Poljakowa studierte in Leningrad bis 1965 Elektrotechnik und arbeitete bis 1997 als Ingenieurin an einem staatlichen Forschungsinstitut sowie in Privatlabors. In dieser Zeit war sie auch am Moskauer Polygraphischen Institut beschäftigt. 1987–1990 befasste sie sich an einem Leningrader Institut mit Fragen der Kompetenz von Menschen mit Behinderung. 1992 war sie Beraterin bei der St. Petersburger Organisation der Republikanischen Partei der Russischen Föderation.
1993 wurde sie zur Vorsitzenden der Soldatenmütter von St. Petersburg gewählt, einer Organisation, die sie 1991 gegründet hatte. Sie befasste sich besonders mit der so genannten Dedowschtschina, einem System der Unterordnung in den Russischen Streitkräften, das teilweise übliche Schikanen von Dienstälteren an Wehrpflichtigen einschließt. Daneben führte sie diese Arbeit zu Kritik an Menschenrechtsverletzungen bei Einsätzen der russischen Armee in Afghanistan, Tschetschenien und in der Ukraine. 2007 war sie vorübergehend in Haft. 2010 zog sie als Experte für die Armee in den Präsidialrat der Russischen Föderation ein.

## Auszeichnungen (Auswahl)
Poljakowa erhielt 1999 den nach Galina Wassiljewna Starowoitowa benannten Friedenspreis und 2004 den Aachener Friedenspreis. Mit der jüngsten Ehrung wurde ihr im Juli 2015 der Hessische Friedenspreis zuerkannt. In einer Würdigung der Preisträgerin durch den Hessischen Ministerpräsidenten Volker Bouffier hieß es: „Mit ihrem Engagement setzt Ella Mikhaylovna Polyakova besonders in konfliktreicheren Zeiten ein mutiges Zeichen für Frieden und Demokratie“. Die Laudatio hielt der frühere hessische Finanzminister Karl Starzacher.